# Ziying
Ziying (子嬰 pinyin : Zǐ Yīng – date de naissance inconnue – mort à la fin de janvier -206) de son nom complet; Ying Ziying (嬴子嬰) est parfois appelé San Shi Huangdi (三世皇帝), fut le dernier et éphémère souverain de la dynastie Qin, de mi-octobre à début décembre -207.
L'empire étant alors en pleine désagrégation, il ne porta que le seul titre « de Roi de Qin » (秦王), avant de se rendre face aux forces insurgées de Liu Bang, futur fondateur de la dynastie Han. Il mourut peu après.

## Origine
Ziying était un prince de la dynastie Qin, dont l'identité exacte reste sujette à caution.
Selon les sources, c'était un neveu de Qin Er Shi, le second empereur Qin. Mais pour des raisons de cohérence temporelle, parce que Ziying devait être en âge de contrer les manigances de Zhao Gao, certains spécialistes (comme Wang Liqun) avancent qu'il pourrait plutôt s'agir d'un frère du premier empereur.
Son âge n'est pas davantage connu, mais le Shiji, les Mémoires historiques de Sima Qian, écrites un siècle plus tard, lui attribue deux fils en âge d'être consultés durant le règne éphémère de leur père.

## Roi de Qin
En -207, l'empire Qin vit ses derniers instants, trois ans à peine après la mort de son fondateur. Sous le règne fantoche de Qin Ershi, l'autorité véritable est détenue par le ministre et chef des eunuques Zhao Gao, qui a éliminé tous ses opposants et demeure le seul conseiller de l'empereur. Les lois sévères sont strictement appliquées, et ont conduit à de nombreuses rébellions, menées par les célèbres Xiang Yu et Liu Bang.
Les anciens royaumes ont fait sécession et sont redevenues des principautés autonomes.
Zhao Gao, craignant alors que le souverain ne le rendît responsable de cette situation, décida alors de le supprimer et de le remplacer. Qin Ershi fut conduit au suicide. Le Shiji indique alors que l'eunuque voulut monter lui-même sur le trône, mais face à la désapprobation générale, et craignant que les ministres réunis ne profitent de la situation pour le faire périr, il abandonna cette idée et choisit le prince Ziying, dans les rangs clairsemés de la famille impériale. Celui-ci reçut le titre de roi de Qin, l'empire Qin n'ayant plus de réalité politique. En cessant de prétendre à la domination de toute la Chine, le Qin espérait peut-être saper les fondements des mouvements de rébellion.
Mais ce ne fut pas le cas ; l'armée de Liu Bang marcha sur le pays de Qin, et parvint finalement aux portes de la capitale impériale de Xianyang.

## La fin de la dynastie Qin
Zhao Gao avait, semble-t-il, passé un accord avec Liu Bang et les insurgés pour sauver le territoire de Qin et récupérer le trône de Qin pour lui-même.
Mais Ziying était conscient de la duplicité de l'eunuque et du danger qu'il représentait. On sait qu'il jouissait d'un prestige certain, et qu'il n'était pas dénué d'habileté politique. Toujours selon le Shiji, le roi ayant décliné l'invitation du conseiller à se rendre dans le temple ancestral pour se purifier, celui-ci se rendit auprès de son maître, qui le tua d'un coup d'épée.
Quelle que fût la méthode employée, Ziying fit tuer le conseiller félon et extermina sa famille jusqu'au troisième degré de parenté.
Ziying fut roi de Qin durant quarante-six jours. Après cela, il déposa les armes devant Liu Bang, et fut tué peu après par l'autre meneur de la rébellion, Xiang Yu, comme le décrit Sima Qian :
« Il [Liu Bang] envoya des gens proposer à Ziying de se soumettre. Ziying, ayant lié autour de son cou le cordon de soie de son sceau, monté sur un char sans ornements, tiré par des chevaux blancs, tenant en main le sceau du Fils du Ciel et les insignes de jade, fit sa soumission (…). Le gouverneur de Pei entra alors dans Xianyang ; il mit sous scellés les palais, les magasins et les trésors et revint camper au bord de la rivière Ba. Plus d’un mois après, les troupes des seigneurs arrivèrent ; Xiang Yu était le chef de la ligue ; il tua Ziying, ainsi que tous les princes et les membres de la famille impériale de Qin ; puis il saccagea Xianyang, en incendia les palais, en fit prisonniers les fils et les filles, en prit les joyaux, les objets précieux et les richesses. Les seigneurs en firent un partage général entre eux. Après que Qin eut été anéanti, on divisa son territoire (…) »